# Viên kim cương Hope

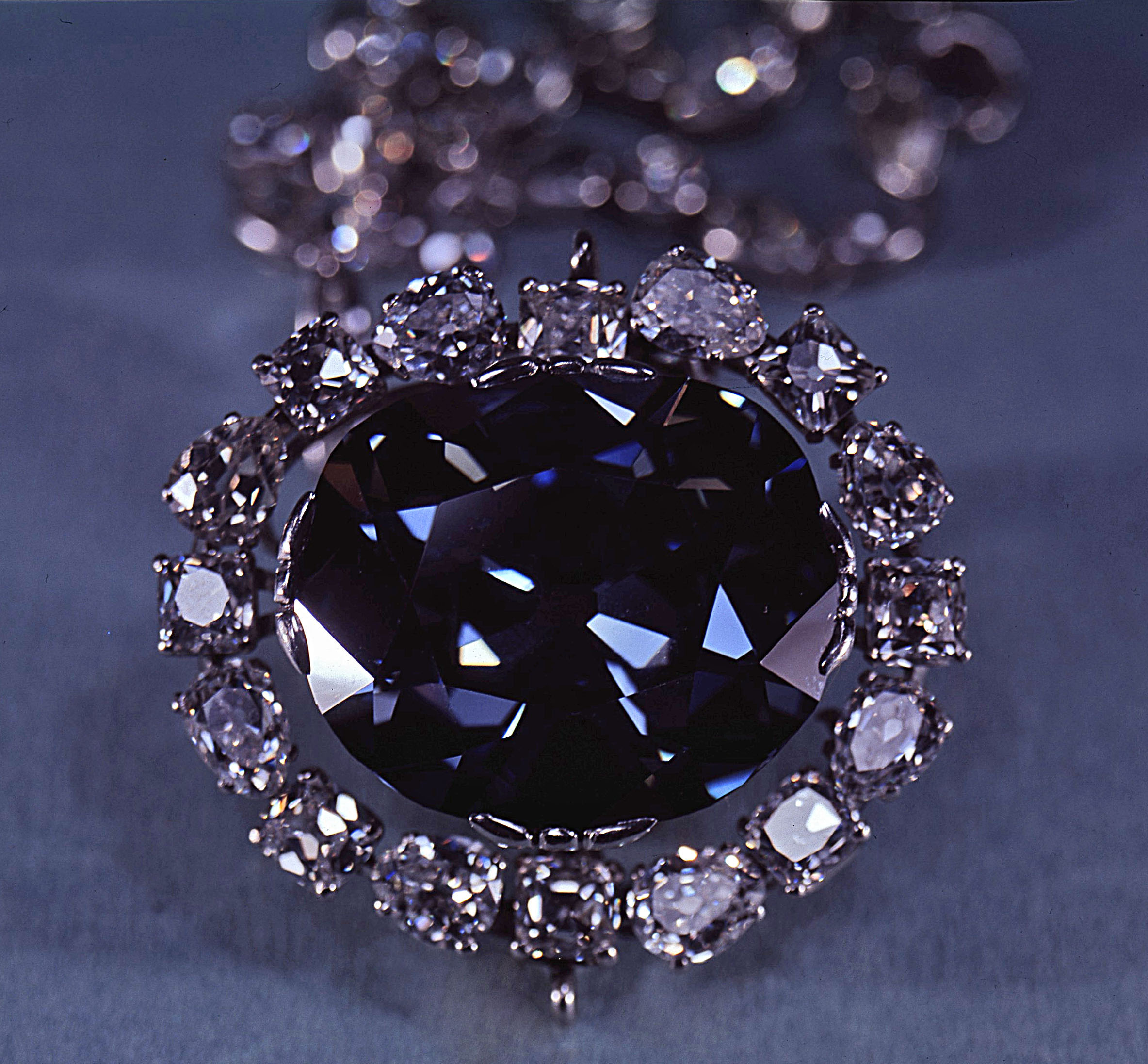
Viên kim cương Hope năm 1974

Viên kim cương Hope là một trong những món đồ trang sức nổi tiếng nhất thế giới, với lý lịch quyền sở hữu có niên đại gần bốn thế kỷ. Màu xanh lam hiếm hoi được ngưỡng mộ do một lượng nhỏ nguyên tử boron. Với trọng lượng 45,52 cara, kích thước đặc biệt của viên kim cương đã tiết lộ những phát hiện mới về sự hình thành đá quý.
Món trang sức được cho có nguồn gốc từ Ấn Độ, được biết đến đã cắt gọt từ viên Màu Xanh nước Pháp (Le bleu de France), dâng nộp lên vua Louis XIV. Người ta thu nhận tên nó khi xuất hiện trong danh mục sưu tập đá quý thuộc sở hữu của một gia đình ngân hàng London gọi là Hope năm 1839. Sau đó viên kim cương được bán cho nhà xã hội Washington Evalyn Walsh McLean thường đeo viên kim cương lên người. Kể từ năm 1958, nó đã được triển lãm tại bảo tàng Lịch sử Tự nhiên Quốc gia của Washington.
Viên kim cương Hope từ lâu được đồn đại mang theo một lời nguyền, có thể do những tác nhân cố gắng khơi dậy mối quan tâm đến viên đá. Báo cáo lần cuối cho biết viên kim cương được bảo hiểm với giá 250 triệu $.

## Phân loại
Viên kim cương Hope, còn được gọi là Le Bijou du Roi ("Trang sức của Nhà vua"), Le bleu de France ("Màu xanh của Pháp") và Màu xanh Tavernier, là một viên kim cương lớn, 45,52 cara (9,104 g),, xanh thẫm hiện tại nằm trong bộ sưu tập đá quý và khoáng vật tại bảo tàng Lịch sử Tự nhiên Quốc gia ở Washington, DC. Kim cương có màu xanh lam nhìn bằng mắt thường nhờ một lượng nhỏ boron trong cấu trúc tinh thể, và phô bày lân quang đỏ khi tiếp xúc dưới ánh sáng cực tím.
Nó được phân loại như một viên kim cương loại IIb, đã đổi chủ sở hữu nhiều lần trên đường từ Ấn Độ sang Pháp sang Anh và cuối cùng đến Hoa Kỳ, nơi mà viên kim cương thường xuyên trưng bày công cộng kể từ đó. Nó được mô tả như là "viên kim cương nổi tiếng nhất thế giới".

## Tính chất vật lý
- Trọng lượng: Vào tháng năm 1988, phòng thí nghiệm mậu dịch đá quý thuộc Học viện Đá quý Mỹ xác định rằng viên kim cương nặng 45,52 cara (9,104 g; 0,3211 oz).[8]
- Kích thước và hình dạng: Viên kim cương được so sánh về kích thước và hình dạng với một quả trứng bồ câu,[9] quả hồ đào,[10] một "hạt dẻ kích thước tuyệt vời"[11] có "hình quả lê".[11] Quy mô các đại lượng chiều dài, rộng và độ dày là 25.60 mm × 21.78 mm × 12.00 mm (1 in × 7/8 in × 15/32 in).[8]
- Màu sắc: Viên kim cương được mô tả có màu "xanh lam pha xám sẫm huyền ảo"[8] cũng như "xanh lam sẫm"[11] hay "xanh lam gang thép".[12] Chuyên gia màu sắc kim cương Stephen Hofer chỉ ra, những kim cương xanh lam tương tự như Hope có thể phô bày  khi đo lường bằng thiết bị đo màu cho ra màu xám tro (thấp hơn khi bão hòa) so với ngọc bích xanh lam.[13] Năm 1996, phòng thí nghiệm mậu dịch đá quý thuộc học viện kim cương Mỹ đã kiểm tra viên kim cương, sử dụng tỷ lệ độc quyền của họ, xếp nó xanh lam pha xám sẫm huyền ảo.[14]  Nhìn bề ngoài, từ bổ nghĩa xám (mặt nạ) là sẫm  tối (chàm) tạo ra màu "mực" ảnh hưởng đến vẻ bề ngoài gần như xanh lam pha đen trên ánh sáng chói rực.[15] Hình ảnh hiện tại của viên kim cương Hope nhờ sử dụng nguồn ánh sáng cường độ cao mà có xu hướng tối đa hóa vẻ sáng rực của đá quý.[16] Trong văn học đại chúng, nhiều mức cao nhất được sử dụng để mô tả kim cương Hope như một "màu xanh thẫm siêu tinh tế", thường so sánh nó với màu sắc một viên sapphire rắn chắc, "màu xanh lam của viên sapphire xanh lam đẹp nhất" (Deulafait) và mô tả màu sắc của nó như "một màu xanh sapphire".[15][17][18] Tavernier đã mô tả như một "màu tím xinh đẹp".[8]
- Phát ra một ánh sáng đỏ rực: Viên đá trưng bày một loại phát quang mãnh liệt khác thường và màu bền chắc: sau khi tiếp xúc với ánh sáng cực tím sóng ngắn, kim cương tạo ra một lân quang đỏ rực rỡ (hiệu ứng 'sáng rực trong tối') dai dẳng một số thời điểm sau khi nguồn sáng đã tắt và chất lượng kỳ lạ này có thể đã giúp nhiên liệu "danh tiếng của nó bị nguyền rủa."[9] The red glow helps scientists "fingerprint" blue diamonds, allowing them to "tell the real ones from the artificial."[3] The red glow indicates that a different mix of boron và nitrogen is within the stone, according to Jeffrey Post in the journal Geology.[3]

## Tại Ấn Độ

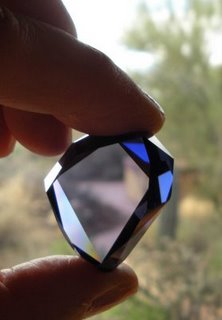
Loại kim cương xanh có nhiều ở Ấn Độ

Viên kim cương nguyên thủy được tìm thấy tại mỏ kim cương Kollur tại Golconda và sau đó được gắn vào bức tượng thần Sita trong một ngôi đền ở Ấn Độ. Vào năm 1642, một thương gia, nhà vận chuyển kim cương-kiêm nhà thám hiểm, phiêu lưu mạo hiểm người Pháp tên là Jean Baptiste Tavernier đến Ấn Độ và sở hữu được viên kim cương xanh trong một chuyến đi buôn tại Ấn Độ.
Người ta kể rằng Tavernier đã móc viên đá quý trên khỏi một trong những con mắt trên tượng thần Sita của đạo Hindu, và do hành động báng bổ thánh thần đó, ngay sau khi dâng và bán nó cho vua Louis XIV, Tavernier đã gặp thảm kịch khi tới Ấn Độ trong một chuyến đi khác, có tin cho rằng ông bị một bầy chó hoang xé xác. nhưng số thông tin khác cho rằng đó chỉ là tin đồn vì Tavernier trở về Pháp và bán viên ngọc cho vua Louis XIV, sau đó, ông về hưu và qua đời một cách yên bình ở Nga.

## Tại Pháp

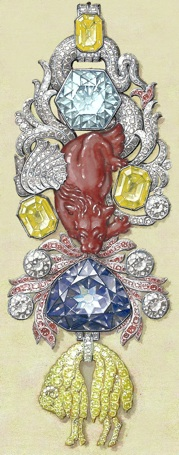
Viên kim cương xanh được chế tác lại

Khi Baptiste Tavenier mang về từ Ấn Độ viên kim cương này, báu vật được dâng tặng cho vua Louis XIV, vị vua này say mê sắc đẹp của nó nên đã mua ngay và cho đẽo gọt lại. Viên kim cương được nhận danh hiệu "Kim cương xanh của nhà vua" (Blue Diamond of the Crown) và bị cắt thành hình trái tim. nó có một tên khác là Màu xanh nước Pháp (French Blue). Công việc đẽo gọt được giao cho Jean Pitau một thợ kim hoàn riêng của hoàng gia Pháp. Trong vòng hai năm, Jean Pitau đã đẽo gọt, đánh bóng viên kim cương trước khi cẩn vào một cây trâm cài áo. Kết quả là viên kim cương 68,3 kara lóe sáng màu xanh da trời và xanh thẫm. Trong suốt thế kỷ XVIII, viên kim cương này là báu vật của triều đình Pháp
Vua Louis XIV cũng thoát khỏi vận rủi khi nhận được viên kim cương này, nhưng một trong các hậu duệ của ông không được may mắn như thế. Sự bất hạnh đi cùng viên kim cương này tiếp tục gây họa cho vua Louis XVI và vương hậu Marie Antoinette. Sau một thời gian trị vì gây sự phẫn nộ trong nhân dân vì tình hình đất nước đầy bất ổn, cả hai vợ chồng đã bị chặt đầu tại cuộc Cách mạng Pháp năm 1789.
Trong suốt cuộc khủng hoảng chính trị Pháp, rất nhiều đồ trang sức của hoàng gia bị đánh cắp, trong đó có viên kim cương quý này, đồ bị mất gồm những viên ngọc trên vương miện của họ, bao gồm cả viên kim cương Hope này cũng bị trộm mất Vụ việc diễn ra khoảng tháng 9-1792, khi khách sạn Garde-Meuble (tòa nhà cất giữ báu vật) bị đánh cướp. Sau đó trong suốt thời kỳ hỗn loạn sau cách mạng Pháp, cuộc điều tra dẫn đến nhiều ngõ ngách và Cảnh sát bắt rất nhiều tên trộm, nhưng chỉ tìm thấy những món nữ trang ít có giá trị kể cả một vụ trộm lớn 20 năm sau đó.

## Vương Quốc Anh

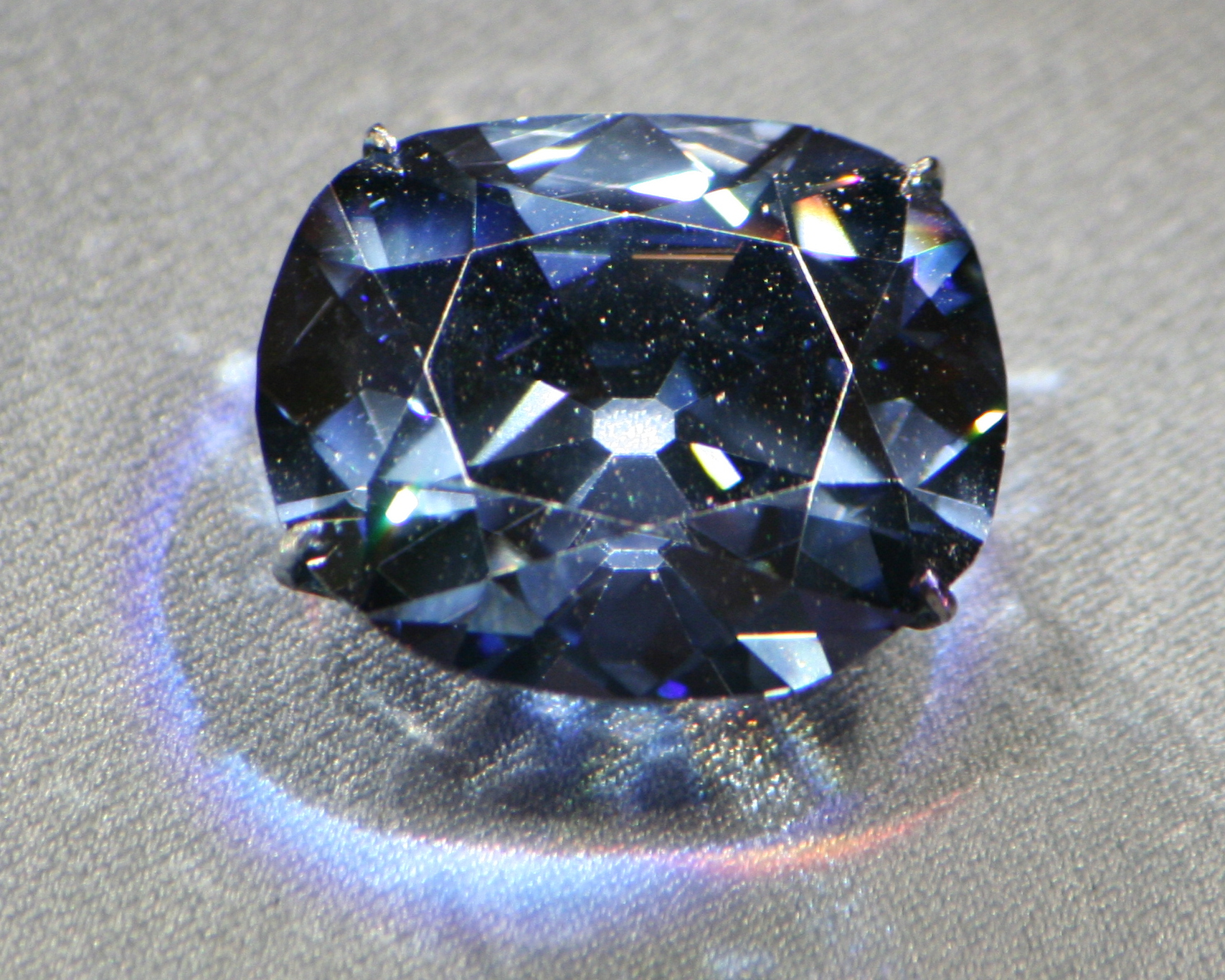
Viên kim cương này đã nhỏ hơn so với kích thước ban đầu

Sau khi được tìm thấy ở Luân Đôn, Viên kim cương đã thuộc quyền sở hữu của vương hậu Tây Ban Nha là Maria Louisa vào năm 1800. Trong thời gian đó, viên kim cương đã được tạo hình lại bởi một nhà nữ trang người Hà Lan Wilhelm Fals. Trong thời gian gia công nó, viên kim cương bị đánh cắp bởi con trai mình Hendrick và ông chết trong đau khổ và người con trai ăn cắp của ông cũng tự sát sau đó không lâu.
Sau đó, viên kim cương này được mua bởi Henry Philip Hope chủ một gia đình quý tộc người Anh vào năm 1813 và được gọi là "Kim cương Hope" từ đó. Nhiều bằng chứng khẳng định viên kim cương này chính là viên kim cương của Hoàng gia Pháp. Năm 1858, một nhà kim hoàn người Pháp tên Barbot phát hiện thấy viên kim cương xanh xuất hiện tại nhà Hope. Barbot biết rõ một vật tương đương là viên kim cương xanh của vua Louis XIV ông này đã mở cuộc điều tra và kinh ngạc khi thấy nhà Hope có viên đã này từ năm 1812. Viên kim cương này là tài sản chính thức của gia tộc Hope, đúng 20 năm 2 ngày sau khi viên kim cương của vua Pháp bị đánh cắp và 20 năm chính là thời gian vô hiệu hóa việc truy tìm viên kim cương bị đánh cắp cho nên không ai có thể truy tố gia đình Hope để đòi lại viên kim cương.
Barbot khẳng định viên kim cương Hope đang cất giữ chính là của vua Louis XIV nhưng chưa thể chứng minh vì không có một bản sao của viên kim cương xanh (bản sao này là quy định bắt buộc bởi vì các nhà kim hoàn luôn có thói quen làm một bản sao bằng chì, mọi viên đá quý đã qua tay họ chế tác để lưu giữ kích thước). Barbot tiếp tục điều tra, nhưng phải bỏ cuộc vì không tìm thấy bản sao.
Sau này, một người khác là Francois Farges thì lại biết rõ câu chuyện này và có trong tay bản sao bằng chì viên kim cương xanh của vua Louis XIV. Ông lục soát kho tư liệu và phát hiện một bản văn cũ nói rằng nó đã được tặng cho Viện bảo tàng vào năm 1850 do một người thợ kim hoàn tại Paris tên là Charles Achard. Bên cạnh bản sao còn có một mảnh giấy ghi dòng chữ: kiểu dáng của một viên kim cương rất đáng lưu ý do mức độ trong sáng của nó, tài sản của ông Hope tại Luân Đôn. Chữ Hope này có 2 "p", nhưng Francois Farges không còn nghi ngờ vì đó chính là sai lầm khi khắc chữ. Điều đó chứng tỏ nhà ngân hàng người Anh Henry Philip Hope là sở hữu chủ viên kim cương xanh của vua Louis XIV. Nhưng phải chứng minh bằng đo đạc viên kim cương của Hope và của triều đình Pháp chính là một. 

Viên kim cương được chụp bằng kỹ thuật số

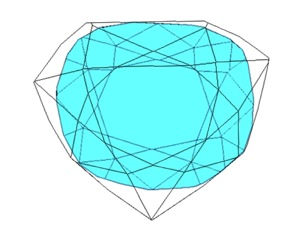
Mặt cắt 3 chiều của viên kim cương

Farges đến Anvers, kinh đô kim cương tại nước Bỉ, mang theo ảnh chụp của bản sao bằng kỹ thuật số 3 chiều vì ông muốn so sánh nó với viên kim cương của Hope, mà sau khi qua nhiều tay trung gian đã đến thủ đô nước Mỹ, chui vào tủ kính của Viện Smithsonian, một trung tâm nghiên cứu lớn có nhiều viện bảo tàng. Nơi đây dễ dàng cung cấp cho ông hình ảnh 3 chiều của viên kim cương.
Từ đó nhà nghiên cứu chỉ còn so sánh hai bức ảnh. Viên kim cương của Hope trùng khớp viên kim cương xanh, nếu viên kim cương của Hope được mài từ viên kim cương của vua Louis XIV thì mọi mặt của nó trùng khớp dễ dàng với viên kim cương gốc màu xanh. Nói khác đi, khi mài một viên kim cương, người ta sẽ có được hình dáng giống hệt nhưng kích thước nhỏ hơn. Kết quả cho thấy hai viên kim cương trùng khớp nhau hoàn toàn. Ngày nay sau khi đo đạc tỉ mỉ, ông quả quyết chúng giống nhau đến 99,9% nhưng để khẳng định là một thì còn phải chứng minh trước tòa án thành phần hóa học viên kim cương của Hope giống hệt viên kim cương xanh điều mà vào thời vua Louis XIV, không ai phân tích nó
Lời nguyền của viên kim cương này tuy không linh ứng với Henry Hope, nhưng giáng đòn khốc liệt lên con cháu ông này là Ngài Francis Hope. Viên kim cương đã để lại cho gia đình Hope sự bất hạnh bằng cách tước đi sự giàu có và đưa họ đến chỗ phá sản. Sau cái chết của Henry Hope, viên kim cương được để lại cho cháu trai ông Lord Francis Hope, người đã cố gắng xin phép tòa án cho bán nó. Năm 1901, đề nghị của ông được chấp thuận, khi ông đang chìm trong cờ bạc và phá sản. Cụ thể là sau khi Lord Francis nhận được quyền thừa kế vào năm 21 tuổi, ông cưới một cô gái nhảy tên Mary Yohe và sống xa xỉ cho đến khi quá túng thiếu và buộc phải bán viên kim cương đồng thời tuyên bố phá sản vì khánh kiệt. Người vợ chạy theo đối thủ của chồng, còn Lord Francis chết trong cảnh nghèo đói.

## Lưu lạc trước khi đến Mỹ
Sau đó, viên kim cương được qua tay từ hoàng tử Nga Kanitowski, người bị giết trong cuộc cách mạng, tới diễn viên người Pháp Lorens Ladue, người đã tự sát ngay trên sân khấu. Chủ sở hữu người Hy Lạp là Simon Montharides cùng gia đình đã qua đời sau một vụ tai nạn ôtô khi đâm xe vào vách đá. Kể cả nhà vua Thổ Nhĩ Kỳ Sultan Abdul-Hamid II người sở hữu viên kim cương trong một khoảng thời gian ngắn cũng bị truất ngôi năm 1909.

## Tại Mỹ

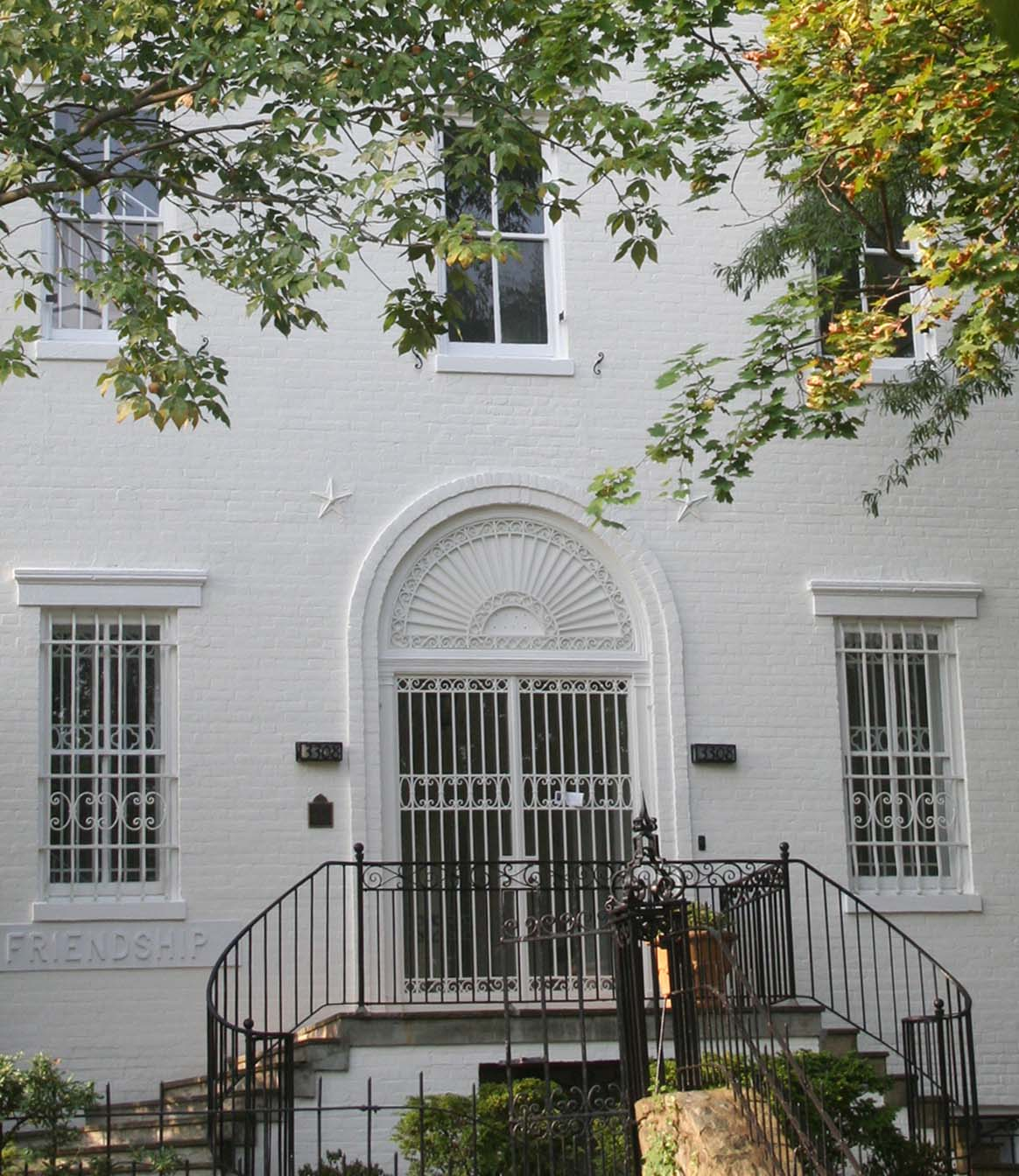
Ngôi nhà của nhà MacLean nơi đã gánh chịu lời nguyền của viên kim cương này

Một thời gian sau đó, viên kim cương Hope được chuyển tới Mỹ bởi nhà nữ trang Simon Frankel và thuộc quyền sở hữu của Pierre Cartier. Viên kim cương này đổi chủ vài lần cho đến khi đến tay nhà buôn kim hoàn người Mỹ Pierre Cartier và lời nguyền lại buông tha vị này. Tuy nhiên, giới sử gia đặt nghi vấn rằng chính Cartier cũng thêm thắt thêm vài điểm huyền bí cho viên kim cương với hy vọng dụ dỗ người mua kế tiếp là Evalyn Walsh McLean - một phụ nữ giàu có ở Washington.
Sau một thời gian tìm kiếm, ông đã bán được nó cho Evalyn Walsh McLean một người giàu có nhưng lập dị đã đồng ý mua khi nghe về lời nguyền của nó. Bà đã coi nó như một chiếc bùa may mắn, nhưng nó lại mang lại quá nhiều bất hạnh. McLean cùng chồng đã mua Hope vào năm 1912 và từ đó cuộc sống của họ trượt thẳng vào vòng xoáy bi kịch. Con trai của họ chết trong một tai nạn xe hơi còn đứa con gái tự tử, còn chồng McLean bỏ theo người phụ nữ khác và cuối cùng bà lên cơn điên và chết trong nhà thương điên. Theo lời của Viện Bảo tàng Smithsonian, "hơn ai hết Evalyn Walsh McLean là người quảng bá hiệu quả nhất cho lời nguyền huyền thoại của Hope".

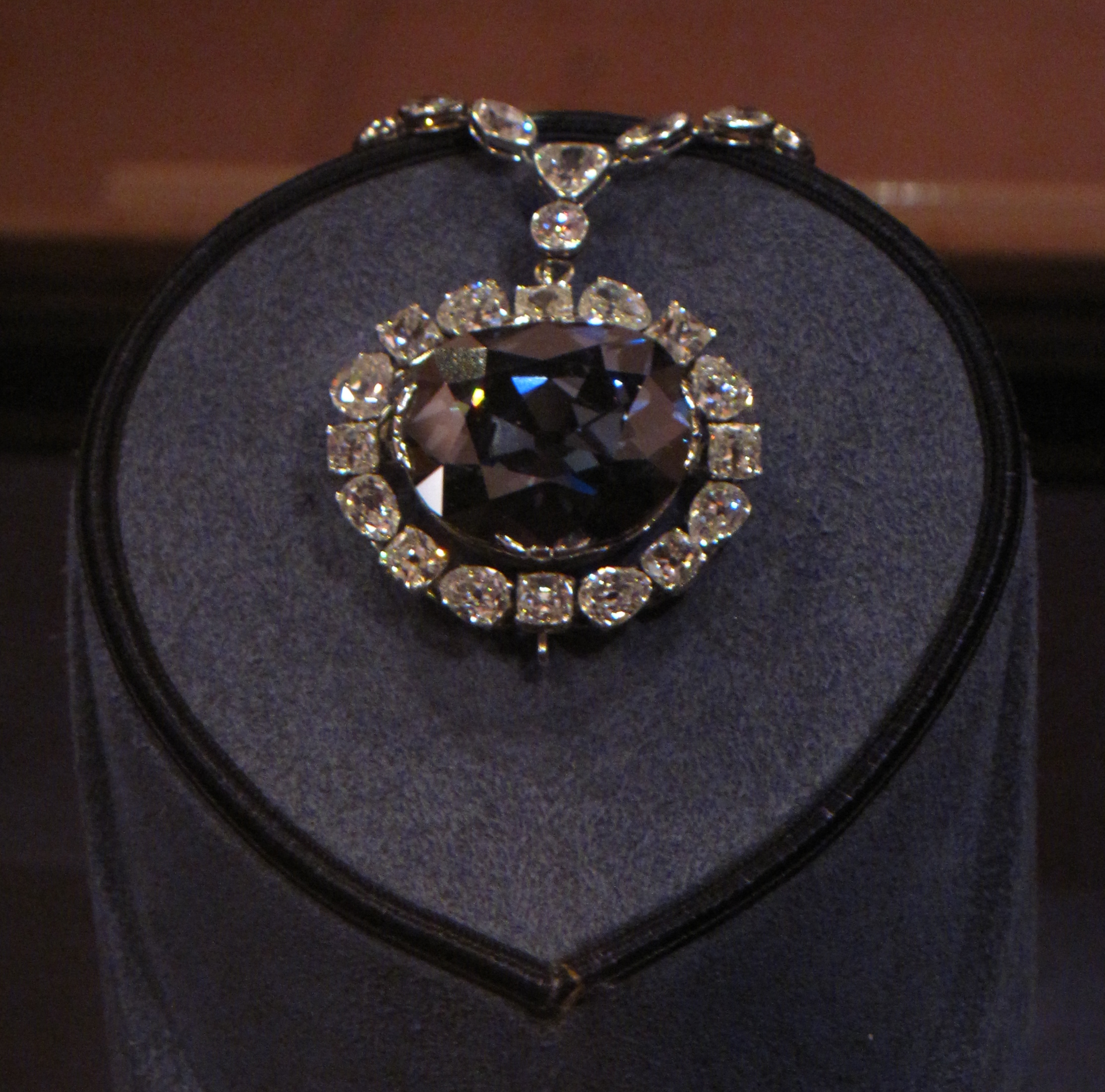
Viên kim cương được trưng bày tại bảo tàng ở Mỹ

Sau cái chết của Evalyn McLean, viên kim cương này đã được bán năm 1949 và được mua bởi một thương nhân New York tên là Harry Winston một Nhà thiết kế nổi tiếng, ông đã mua viên kim cương có thành tích khủng khiếp này từ nhà McLean và cũng tránh được lời nguyền. Có thể bị ảnh hưởng bởi câu chuyện về lời nguyền, Winston đã quyết tâm tặng viên kim cương cho bảo tàng Lịch sử tự nhiên Smithsonian, nơi hiện tại nó đang được trưng bày. Tuy vậy, người ta nói lời nguyền của viên kim cương mạnh đến nỗi khi nó được chuyển đến bảo tàng trong một chiếc hộp bằng đồng bởi James Todd, ông đã gãy chân khi bị xe tải đâm và còn hơn thế nữa, khi vợ ông qua đời sau cơn đau tim, con chó của ông bị vướng xích và bị thắt cổ chết, cuối cùng, căn nhà của ông bị cháy rụi.
May Yohe, diễn viên đã cố gắng đưa lời nguyền lên màn ảnh với 15 tập của bộ phim với tên gọi "Bí ẩn của viên kim cương The Hope". Mặc dù nỗ lực của cô để đưa lời nguyền này đến với mọi người không mang lại hiệu quả, nhưng sự thật là viên kim cương này đã mang lại quá nhiều bi kịch cho quá nhiều người, kể cả người chủ sở hữu, người thân của họ, cho đến những người liên quan gián tiếp Hiện Hope vẫn nằm yên ổn trong Viện Bảo tàng tự nhiên Smithsonian ở Washington, Mỹ. Và đến giờ, viên kim cương này chưa có dấu hiệu gì mang lại điềm rủi cho tổ chức trên.